# Josef Gočár
Josef Gočár (Semín, 13 de marzo de 1880-Jičín, 10 de septiembre de 1945) fue un arquitecto checo. Evolucionó del cubismo al racionalismo. 

## Trayectoria
Estudió en la Academia de Artes, Arquitectura y Diseño de Praga (1903-1905), donde fue discípulo de Jan Kotěra. Tras unos inicios influido por la obra de Josef Hoffmann (villa Binko en Krucemburk, 1907-1908), en el proyecto de la nueva ala del antiguo Ayuntamiento de Praga (1909) denota la influencia del futurismo italiano, ya que su bóveda piramidal recuerda las visiones utópicas de Antonio Sant'Elia. Realizó a continuación los grandes almacenes Wenke en Jaroměř (1910-1911) y la nueva escalera de la iglesia de Nuestra Señora de Hradec Králové, las primeras obras en hormigón de Checoslovaquia. En los almacenes Wenke utilizó también el muro cortina que caracterizaba la arquitectura racionalista de entonces.
En 1911 se unió al Grupo de Artistas Plásticos (Skupina Výtvarných Umělců) y comenzó a trabajar en estilo cubista, como se denota en la casa de la Virgen Negra en Praga (1911-1912) y el establecimiento termal de Lázně Bohdaneč (1912-1913), donde combina formas clásicas y modernas con el cubismo piramidal. Tras la Primera Guerra Mundial y la independencia de Checoslovaquia inició con Pavel Janák la búsqueda de un estilo arquitectónico nacional checo, que se plasmó en el llamado «rondocubismo», que incorpora formas redondeadas y multicolores procedentes de la decoración vernácula bohemio-morava, como evidencia su Banco Legion en Praga (1921-1922).
En 1923, tras la muerte de Kotěra, se convirtió en profesor de la Academia de Praga, donde introdujo a sus alumnos a la arquitectura moderna. Desde entonces su estilo evolucionó hacia un funcionalismo de influencia neoplasticista, que denota especialmente el influjo de Willem Marinus Dudok. En esta época fue autor de la Casa de educación rural en Praga (1924-1926), un sector de escuelas en Hradec Králové y el plan director de la misma ciudad (1923-1927), la iglesia de San Wenceslao en Praga (1928-1930), la Dirección de los Ferrocarriles de Estado en Hradec Králové (1931-1936) y el Consejo de Distrito de la misma ciudad (1931-1936).
En 1932 participó en la exposición Werkbundsiedlungen, en el barrio de Baba en Praga, donde construyó cuatro casas: la villa Glücklich (1933-34), la casa Kytlica (1932-33), la casa Maule (1931-32) y la villa Mojžíš-Lom.

## Galería

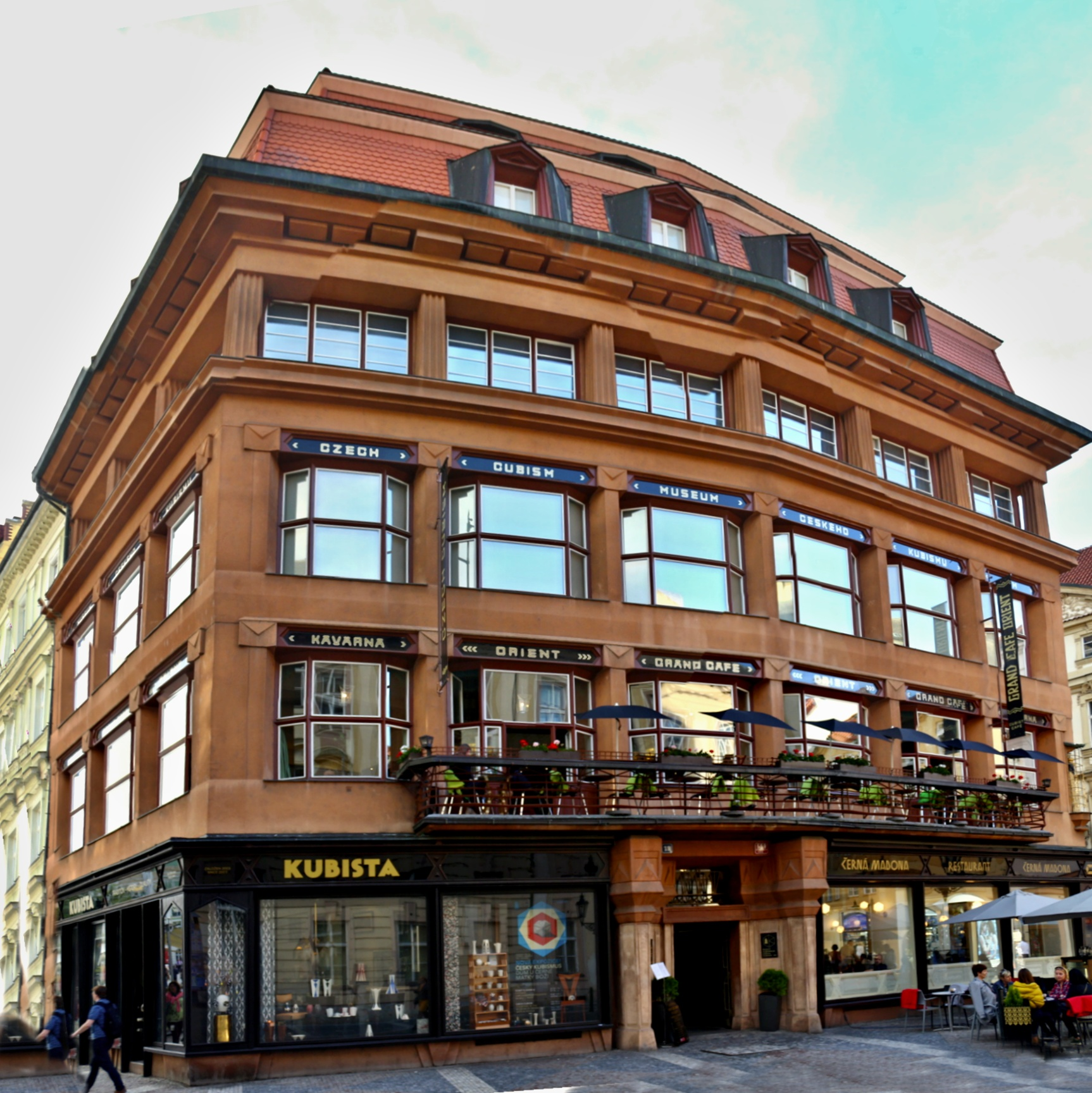
Casa de la Virgen Negra (Dům U Černé Matky Boží), Praga (1911–1912)
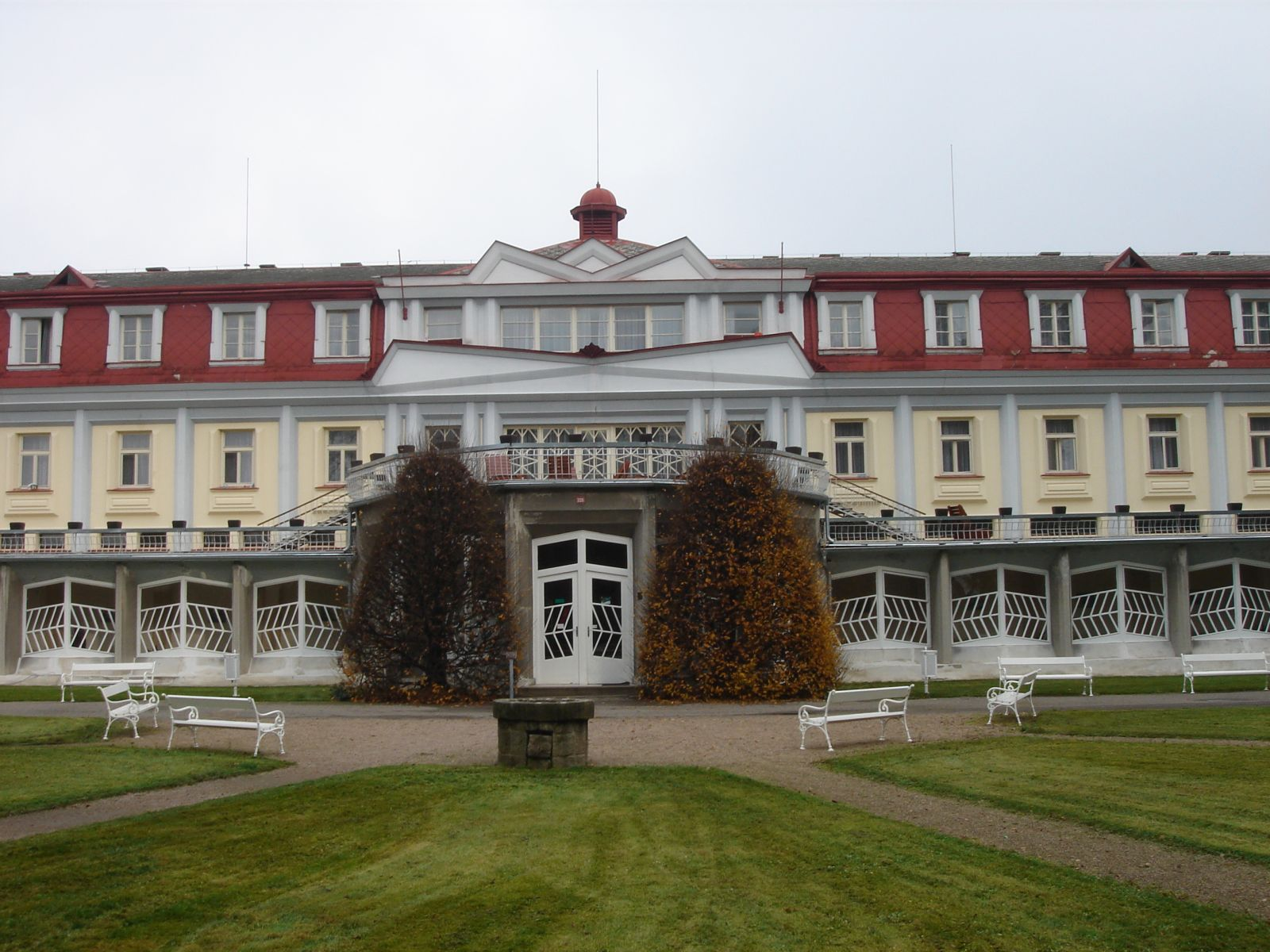
Establecimiento termal de Lázně Bohdaneč (1912-1913)
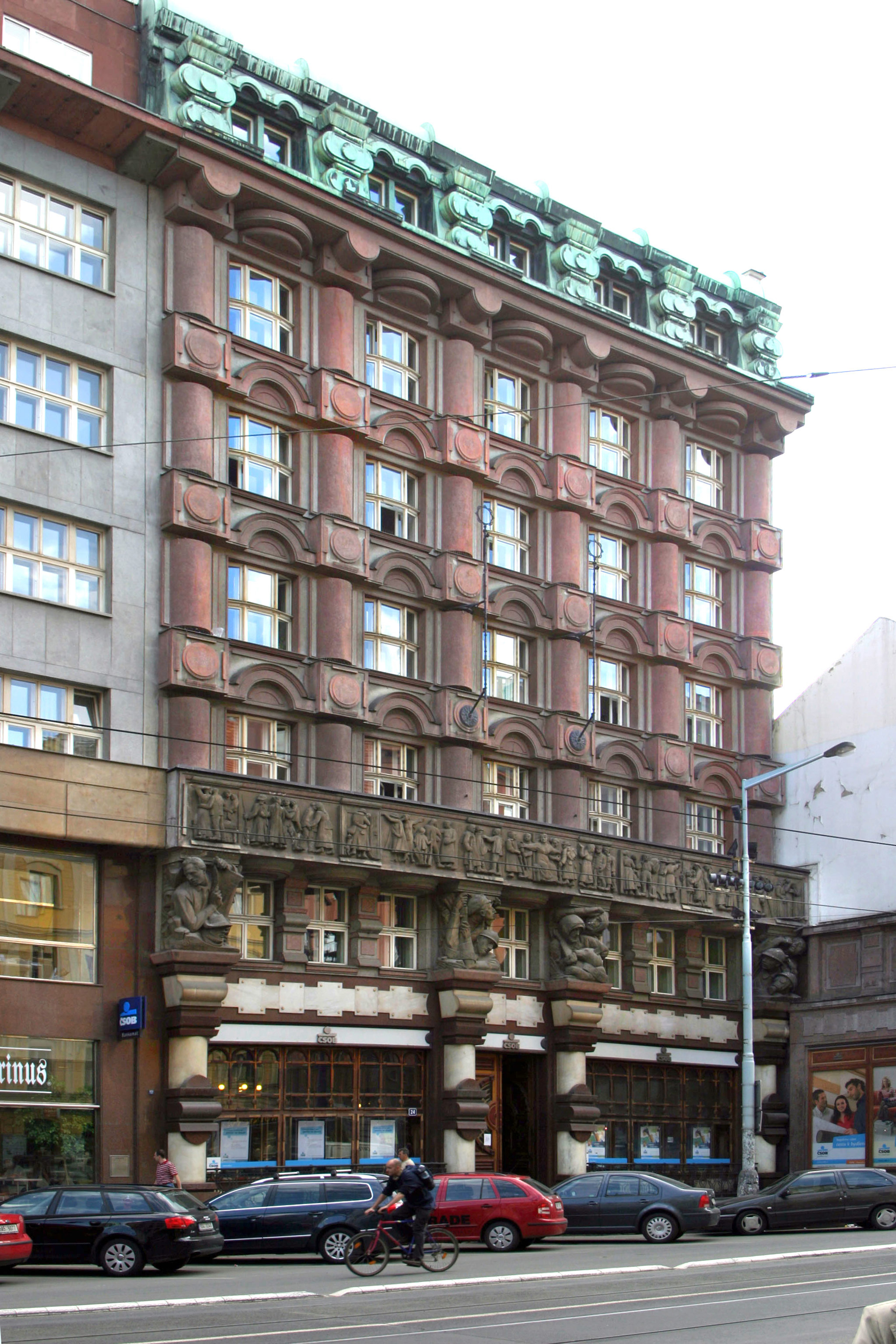
Banco Legion (Legionářská banka), Praga (1921-1922)
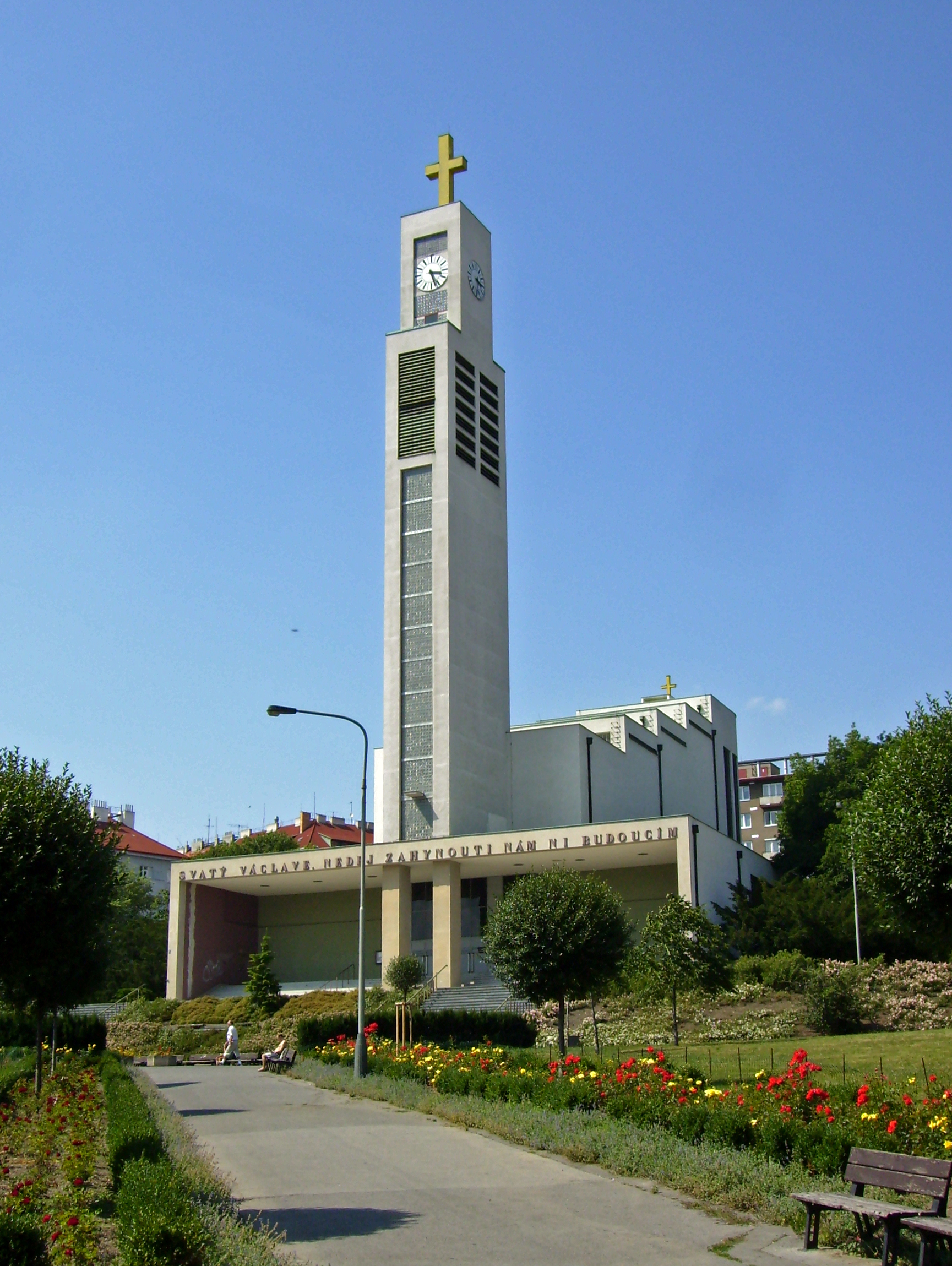
Iglesia de San Wenceslao (Kostel Svatý Václava), Praga (1928-1930)
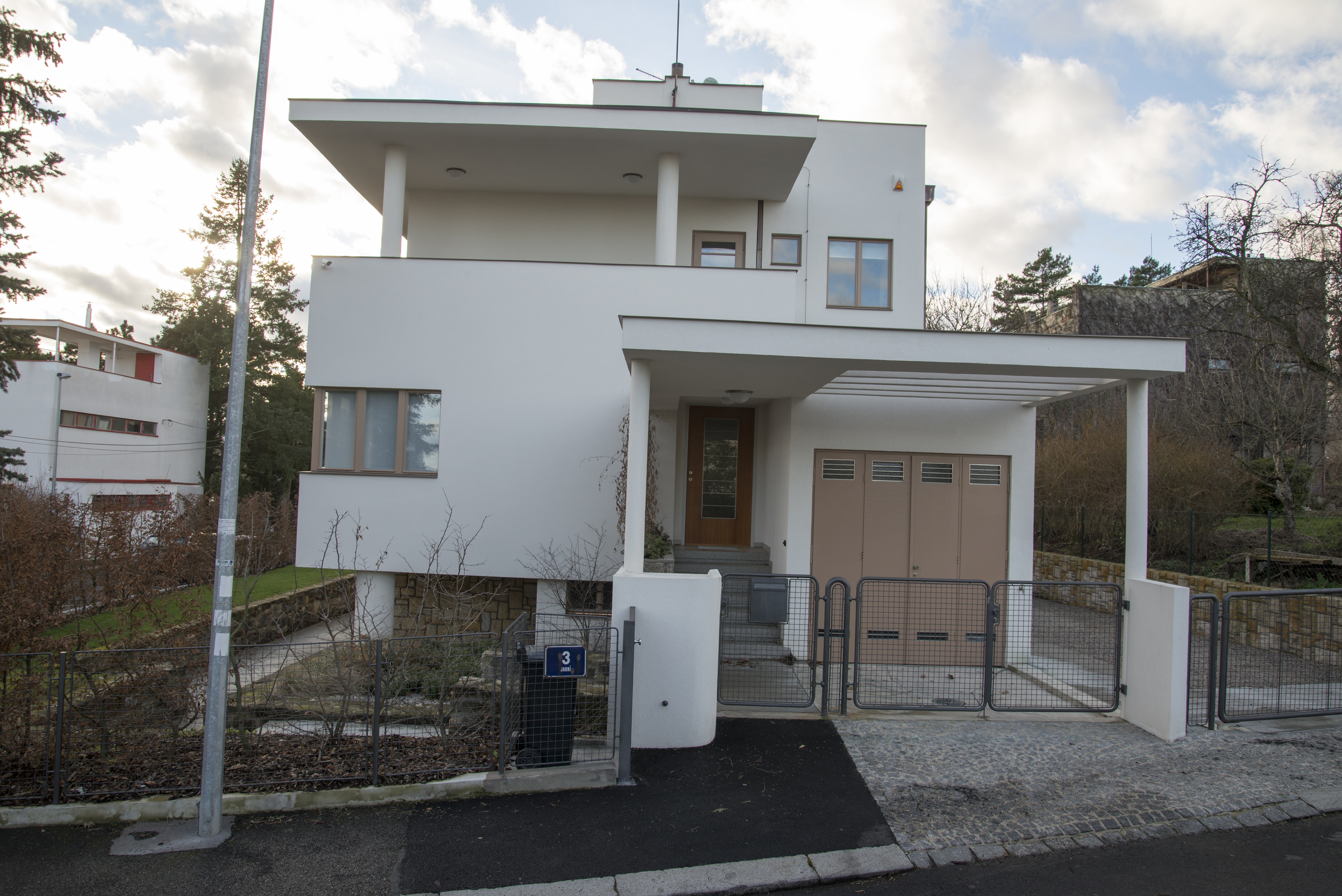
Villa Glücklich, Praga (1933–34)
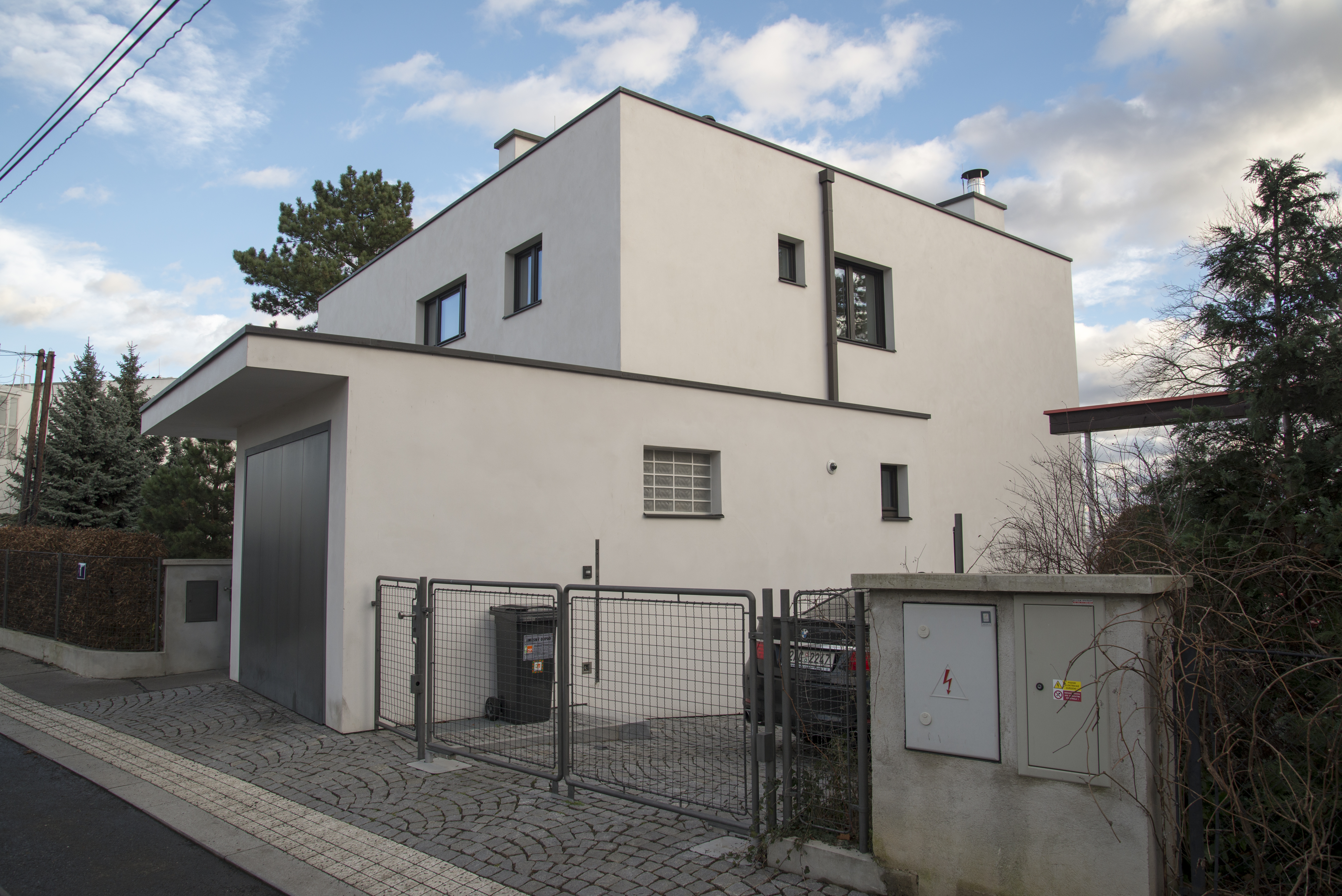
Villa Mojžíš-Lom, Praga (1936)